# Samuel Goudsmit
Samuel Abraham Goudsmit (11 tháng 7 năm 1902 – 4 tháng 12 năm 1978) là một nhà vật lý người Mỹ gốc Hà Lan nổi tiếng vì đã cùng nhau đề xuất khái niệm spin electron với George Eugene Uhlenbeck vào năm 1925.

## Cuộc đời và sự nghiệp
Goudsmit chào đời tại Den Haag, Hà Lan, người gốc Do Thái-Hà Lan. Ông là con trai của Isaac Goudsmit, một nhà sản xuất bồn cầu, và Marianne Goudsmit-Gompers, chủ tiệm bán đồ trang phục nữ. Năm 1943, cha mẹ ông bị quân Đức chiếm đóng Hà Lan trục xuất đến một trại tập trung và bị sát hại tại đó.

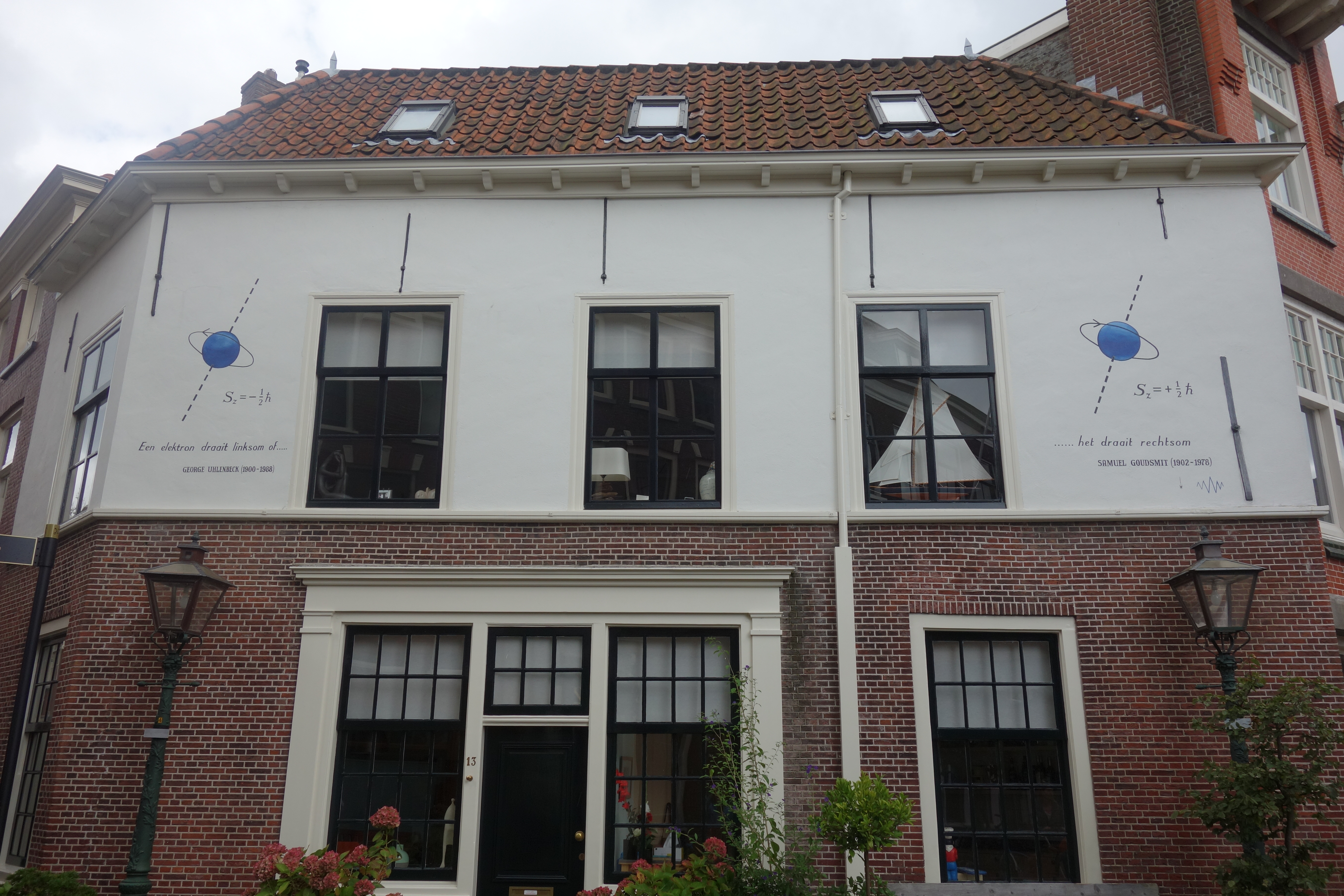
Hình dung spin electron trên một bức tường ở Leiden

Goudsmit theo học vật lý tại Đại học Leiden dưới thời Paul Ehrenfest, nơi ông lấy bằng tiến sĩ năm 1927. Sau khi nhận bằng tiến sĩ, Goudsmit làm giáo sư tại Đại học Michigan trong khoảng thời gian từ 1927 đến 1946. Năm 1930, ông là đồng tác giả một văn bản với Linus Pauling có tựa đề The Structure of Line Spectra (Cấu trúc của vạch quang phổ).
Trong suốt Thế chiến II, ông làm việc tại Viện Công nghệ Massachusetts. Ông cũng là người đứng đầu khoa học của Phái bộ Alsos và đã tiếp cận thành công nhóm các nhà vật lý hạt nhân người Đức xoay quanh Werner Heisenberg và Otto Hahn tại Hechingen (lúc đó là Pháp) trước cả nhà vật lý người Pháp Yves Rocard, người trước đây đã thành công trong việc tuyển dụng các nhà khoa học Đức đến Pháp.

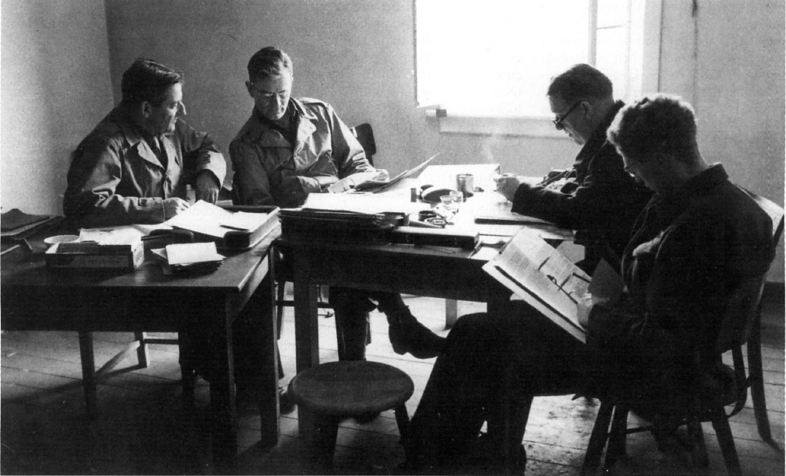
Thành viên Alsos

Alsos, một phần của Dự án Manhattan, được thiết kế để đánh giá tiến trình của dự án bom nguyên tử của Đức Quốc xã. Trong cuốn sách Alsos, xuất bản năm 1947, Goudsmit kết luận rằng người Đức không tiến gần đến việc tạo ra loại vũ khí này. Ông cho rằng điều này là do khoa học không có khả năng hoạt động dưới chế độ toàn trị và sự thiếu hiểu biết của các nhà khoa học Đức Quốc xã về cách chế tạo bom nguyên tử. Cả hai kết luận này gây nên tranh cãi trong giới sử học sau này (xem Heisenberg) và tạo ra mâu thuẫn bởi thực tế là nhà nước Liên Xô toàn trị đã sản xuất bom ngay sau khi phát hành cuốn sách này.

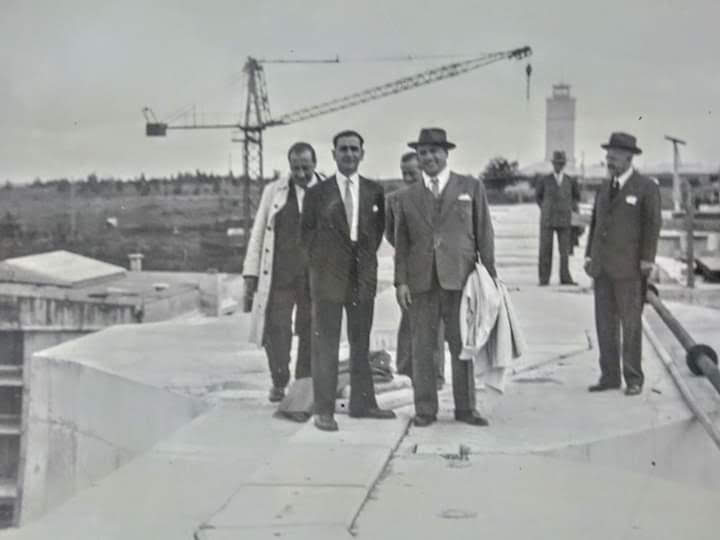
Samuel Goudsmit và Wolfgang Pauli ở Uruguay, 1942, nơi công trình Thủy điện Rio Negro Hydro hoạt động, khi các kỹ sư Đức Quốc xã bị trục xuất

Sau chiến tranh, ông là giáo sư tại Đại học Northwestern, và từ năm 1948-1970 là một nhà khoa học cao cấp tại Phòng thí nghiệm Quốc gia Brookhaven, chủ nhiệm Khoa Vật lý năm 1952-1960. Trong khi đó, ông trở nên nổi tiếng với tư cách là Tổng biên tập của tạp chí vật lý hàng đầu Physical Review, do Hội Vật lý Hoa Kỳ xuất bản. Vào tháng 7 năm 1958, ông bắt đầu cho ra mắt tạp chí Physical Review Letters. Khi nghỉ hưu với tư cách là biên tập viên năm 1974, Goudsmit chuyển đến khoa của Đại học Nevada ở Reno và ở lại đây cho đến khi qua đời bốn năm sau đó.
Ông cũng có một số đóng góp mang tính học thuật cho ngành Ai Cập học được xuất bản trong các tạp chí chuyên ngành như tờ Expedition, Hè năm 1972, tr. 13–16; American Journal of Archaeology 78, 1974 tr. 78; và Journal of Near Eastern Studies 40, 1981 tr. 43–46. Bộ sưu tập Cổ vật Ai Cập của Samuel A. Goudsmit nằm tại Bảo tàng Khảo cổ học Kelsey ở Đại học Michigan tại Ann Arbor, Michigan.
Goudsmit trở thành thành viên tương ứng của Viện Hàn lâm Khoa học và Nghệ thuật Hoàng gia Hà Lan vào năm 1939, mặc dù ông đã từ chức vào năm sau. Ông được nhận lại vào năm 1950.

## Tác phẩm
- Goudsmit, Samuel A. (1947). Alsos.
- Goudsmit, Samuel A.; Claiborne, Robert (1966). Time. Time-Life Science Library.
- Goudsmit, S.; Saunderson, J. L. (1940). "Multiple Scattering of Electrons". Phys. Rev. Quyển 57 số 1. tr. 24–29. Bibcode:1940PhRv...57...24G. doi:10.1103/physrev.57.24.

Danh sách này không đầy đủ, bạn cũng có thể giúp mở rộng danh sách.